# Peršaja Liha 2021
La Peršaja Liha 2021 è stata la 31ª edizione della seconda serie del campionato bielorusso di calcio. La stagione è iniziata il 17 aprile 2021 ed è terminata il 20 novembre successivo.

## Stagione

### Novità
Al termine della passata stagione sono salite in massima serie Spadarožnik Rėčica e Homel'. Non vi è stata alcuna retrocessione in Druhaja liha
Dalla Vyšėjšaja Liha 2020 sono retrocesse Belšyna e Smaljavičy. Dalla Druhaja liha sono salite Dnjapro Mahilëŭ e Šachcër Petrykaŭ.
Smaljavičy, Ašmjany, Hranit Mikašėvičy e Chimik Svetlahorsk si sono ritirate prima dell'inizio del campionato per motivi economici. In virtù di tali defezioni, è stato ripescato il solo Baranavičy.
Lo Smarhon' è stato ripescato in massima serie per rimpiazzare il Haradzeja, fallito al termine della passata stagione.

### Formula
Le dodici squadre si affrontano tre volte, per un totale di trentatré giornate.
Le prime due classificate, vengono promosse in Vyšėjšaja Liha 2022. La terza, invece, disputa uno spareggio promozione retrocessione con la terzultima classificata della Vyšėjšaja Liha 2021. Non sono previste retrocessioni Druhaja liha.

## Classifica finale
|  | Pos. | Squadra            | Pt | G  | V  | N  | P  | GF | GS | DR  |
|  | ---- | ------------------ | -- | -- | -- | -- | -- | -- | -- | --- |
|  | 1.   | Arsenal Dzjaržynsk | 68 | 33 | 20 | 8  | 5  | 59 | 22 | +37 |
|  | 2.   | Belšyna            | 63 | 33 | 19 | 6  | 8  | 69 | 42 | +27 |
|  | 3.   | Krumkačy Minsk     | 60 | 33 | 17 | 9  | 7  | 58 | 31 | +27 |
|  | 4.   | Volna Pinsk        | 56 | 33 | 16 | 8  | 9  | 49 | 39 | +10 |
|  | 5.   | Dnjapro Mahilëŭ    | 55 | 33 | 15 | 10 | 8  | 58 | 38 | +20 |
|  | 6.   | Ljakamatyŭ Homel'  | 54 | 33 | 15 | 9  | 9  | 56 | 39 | +17 |
|  | 7.   | Šachcër Petrykaŭ   | 46 | 33 | 13 | 7  | 13 | 50 | 56 | -6  |
|  | 8.   | Naftan             | 44 | 33 | 11 | 11 | 11 | 44 | 46 | -2  |
|  | 9.   | Orša               | 34 | 33 | 9  | 7  | 17 | 41 | 60 | -19 |
|  | 10.  | Baranavičy         | 28 | 33 | 7  | 7  | 19 | 38 | 72 | -34 |
|  | 11.  | Lida               | 21 | 33 | 4  | 9  | 20 | 33 | 75 | -42 |
|  | 12.  | Slonim-2017        | 16 | 33 | 3  | 7  | 23 | 27 | 62 | -35 |

Legenda:
      Promossa in Vyšėjšaja Liha 2022.
   Ammesso allo spareggio promozione-retrocessione.
Note:
Tre punti a vittoria, uno a pareggio, zero a sconfitta.

## Spareggio Promozione-retrocessione
|                | Risultati |                | Luogo e data           |
| -------------- | --------- | -------------- | ---------------------- |
| Slavija-Mazyr  | 1 - 0     | Krumkačy Minsk | Mazyr, 2 dicembre 2021 |
| Krumkačy Minsk | 0 - 0     | Slavija-Mazyr  | Minsk, 5 dicembre 2021 |
|                |           |                |                        |